# Кассандр
Касса́ндр (др.-греч. Κάσσανδρος; не позже 354 года до н. э. — 297 год до н. э.) — правитель Македонии 317—297 годов до н. э..
Кассандр родился в семье одного из наиболее влиятельных военачальников Филиппа II Антипатра. Во время походов Александра Македонского Антипатр остался руководить Македонией. Кассандр находился при его дворе. Первые упоминания Кассандра в античных источниках связаны с его визитом в Вавилон ко двору македонского царя. Перед молодым человеком было поставлено весьма важное поручение. Кассандру следовало лично ответить на многочисленные обвинения против Антипатра, который к тому времени утратил доверие Александра.
После смерти Александра Македонского Антипатр остался реальным правителем Македонии. В 321/320 году до н. э. он стал регентом при недееспособных царях Македонской империи. Антипатр умер в 319 году до н. э.. Своим наследником он назначил Полиперхона, а своего сына — его заместителем хилиархом. Кассандр не согласился на подчинённое положение и поднял восстание. В ходе последующей войны он стал полноправным правителем Македонии.
Дальнейшее правление Кассандра проходило в условиях войн диадохов между военачальниками Александра Македонского за власть в империи. Несмотря на то, что несколько раз он находился на грани полного поражения, в конечном итоге Кассандр сохранил власть в Македонии и умер своей смертью в 297 году до н. э.
За время своего правления основал город Салоники, который назвал в честь своей супруги Фессалоники.

## Биография

### Происхождение. До смерти отца Антипатра
Кассандр родился в семье македонского аристократа, одного из наиболее влиятельных военачальников Филиппа II Антипатра не позже 354 года до н. э. Эта датировка основана на фрагменте Гегесандра, согласно которому Антипатр был жив, когда Кассандру было 35 лет. Так как Антипатр умер в 319 году до н. э., то Кассандр не мог родиться позднее 354 года до н. э.
Когда Александр Македонский в 334 году до н. э. начал вторжение в империю Ахеменидов, Кассандр остался при дворе своего отца Антипатра. На время отсутствия, которое затянулось вплоть до его смерти в 323 году до н. э., Александр назначил Антипатра своим наместником в Македонии. В одном из фрагментов Диодора Сицилийского, указано, что в начале похода Кассандр руководил отрядом в 900 разведчиков, фракийцев и пеонов. Согласно современным оценкам, текст античного историка содержит неточность, так как данным войсковым соединением, согласно другим античным историкам, командовал Асандр, сын Филоты, или Асандр, сын Агафона.
Кассандр, приехал к Александру лишь недавно. Этот Кассандр однажды увидел каких-то варваров, простершихся ниц перед царем, и как человек, воспитанный в эллинском духе и никогда не видевший ничего подобного, невольно рассмеялся. Разгневанный Александр схватил обеими руками Кассандра за волосы и принялся с силой бить его головой о стену. В другой раз, когда Кассандр пытался что-то возразить людям, возводившим обвинение на Антипатра, Александр перебил его и сказал: «Что ты там толкуешь? Неужели ты думаешь, что эти люди, не претерпев никакой обиды, проделали такой длинный путь только ради того, чтобы наклеветать?» Кассандр возразил, что как раз это и доказывает несправедливость обвинения: затем, дескать, они и пришли издалека, чтобы их труднее было уличить во лжи. На это Александр сказал рассмеявшись: «Дорого же вам обойдутся эти Аристотелевы софизмы, это умение говорить об одном и том же и за и против, если только обнаружится, что вы хоть в чем-то обидели этих людей!»
В 324 году до н. э. Антипатр отправил Кассандра в Вавилон ко двору Александра. Перед молодым человеком было поставлено весьма важное поручение. Кассандру следовало лично ответить на многочисленные обвинения против Антипатра, который к тому времени утратил доверие македонского царя. Детали миссии незвестны, однако уже в августе 324 года до н. э. Александр принял решение сместить Антипатра с поста наместника Македонии. Он поручил своему преданному военачальнику Кратеру отвести в Македонию отряд из десяти тысяч ветеранов. Ему было также приказано сменить Антипатра на должности наместника Македонии. После прибытия Кратера Антипатру следовало отправиться к Александру с войском новобранцев. По сути, миссия Кассандра провалилась, так как Антипатр был смещён со своего поста. Плутарх привёл несколько историй, которые несмотря на свой анекдотический характер свидетельствуют о враждебном отношении Александра к Кассандру, во время его пребывания в Вавилоне. Также, в античных источниках нашёл отображение слух, возможно, инспирированный врагами Кассандра значительно позже смерти Александра, о его непосредственном участии в отравлении македонского царя. Квинт Курций Руф писал, что Антипатр передал Кассандру яд, который подмешал в вино Александру другой сын Антипатра царский виночерпий Иолла. В изложении Валерия Максима, Кассандр лично подал чашу с ядом Александру.
На момент смерти Александра в 323 году до н. э., Кратер со своим отрядом ветераном ещё не добрался до Македонии. Антипатр оставался наместником Македонии и, соответственно, одним из наиболее влиятельных военачальников в империи. При первом разделе властных полномочий в Вавилоне, согласно Юстину, Кассандра назначили командиром над элитным отрядом царских гипаспистов вместо Селевка. По одной из версий, Кассандр не остался со своим отрядом в Вавилоне, а отправился обратно в Македонию. Возможно, новый регент Македонской империи Пердикка передал вместе с Кассандром Антипатру предложение о союзе, который должна была бы упрочить свадьба между Пердиккой и одной из дочерей Антипатра. Следующие несколько лет Кассандр находился при своём отце Антипатре, который вёл череду войн за передел власти в Македонской империи.
По другой версии, всё это время Кассандр оставался в Вавилоне в качестве представителя своего отца при дворе регента Пердикки В 321/320 году до н. э. во время раздела в Трипарадисе Антипатр стал следующим регентом Македонской империи. Должность «стратега Азии» получил сатрап Фригии Антигон. Кассандр был «прикреплён» к Антигону хилиархом, «с тем чтобы последний не был в состоянии реализовывать свои собственные амбиции незамеченными». Однако Кассандр недолго пробыл в Азии. Антигон был достаточно могущественным и амбициозным, чтобы позволить сыну престарелого Антипатра контролировать свои действия. После ссоры с Антигоном Кассандр вернулся в Македонию к отцу.
Антипатру в это время было около 80 лет. Он тяжело болел и всею властью в стране завладел Кассандр. Именно его люди перехватили письмо афинского политика Демада Антигону или Пердикке. Афинский политик предлагал вмешаться в борьбу за власть в Македонии, которая «болтается на старой и гнилой нитке», то есть находится в руках престарелого и находящегося при смерти Антипатра. В изложении Диодора Сицилийского, Антипатр приказал бросить Демада с сыном в тюрьму, после чего их казнили. Плутарх описал ситуацию более драматично: «Кассандр приказал схватить Демада, едва тот появится у него перед глазами, и, прежде всего, велел убить его сына, поставив юношу так близко от отца, что Демад был залит кровью с головы до ног и несколько капель попали ему даже за пазуху, а потом, осыпав его грубейшею бранью и упреками в неблагодарности и предательстве, казнил».

### Вторая война диадохов

#### Захват власти в Македонии
Находясь при смерти в 319 году до н. э., Антипатр назначил своим преемником, регентом Македонской империи и верховным главнокомандующим Полиперхона, а своего сына Кассандра — хилиархом, вторым по влиянию человеком в Македонии. А. С. Шофман отмечал странность завещания Антипатра. В семье регента не было каких-либо конфликтов. Также он поручал членам своей семьи весьма ответственные задания. Историк предположил, что завещание могло быть поддельным, либо было написано, когда разум престарелого военачальника помутился. Возможно, таким образом Антипатр хотел предотвратить гражданскую войну в самой Македонии.
Кассандр отказался выполнять роль военачальника при Полиперхоне и восстал. Он отправил послов к правителю Египта Птолемею, а также другим военачальникам и городам. Вскоре Кассандр бежал в Азию к Антигону. Стратег Азии не только благосклонно принял беглеца, но и предоставил ему войско и флот. Официально он помогал Кассандру из уважения к памяти его отца, однако в первую очередь преследовал собственные интересы. Война в Македонии и Греции была выгодной для Антигона, так как давала ему возможность расширить своё влияние в Азии. Первым под контроль Кассандра перешёл македонский гарнизон крепости над Афинами Мунихия. В античных источниках имеются определённые разночтения при описании действий Кассандра. Согласно Плутарху, он отправил Никанора, чтобы тот сменил Менилла на должности фрурарха Мунихия до того, как новость о смерти Антипатра станет всеобщим достоянием. Диодор Сицилийский писал, что Никанор был фрурархом Мунихия на момент смерти Антипатра. Когда он узнал, что Кассандр бежал к Антигону, то принял сторону сына Антипатра и выступил перед афинянами с призывом не поддерживать Полиперхона.
Полиперхон был вынужден предпринимать срочные действия. Он объявил амнистию Эвмену, который был приговорён к казни ещё во время Первой войны диадохов и вёл войну с Антигоном в Азии. Диодор Сицилийский утверждал, что регент Македонской империи Полиперхон прислал командирам аргираспидов Антигену и Тевтаму письмо, в котором приказывал принести присягу Эвмену, который был назначен верховным стратегом всей Азии, а также выдать ему из царской казны 500 талантов. Также он объявил свободу греческих городов. Он также приказал свергнуть глав олигархических правительств греческих полисов, которые получили власть во время Антипатра. Таким образом он стремился лишить Кассандра опоры со стороны обязанных его отцу Антипатру правителей. С одной стороны большинство греков с радостью приняли возвращение былой автономии. Однако этот шаг Полиперхона привёл к анархии и террору. Во многих городах Пелопоннеса началась резня, и большинство ставленников Антипатра были убиты или изгнаны. Исключением стал Мегалополь, граждане которого решили заключить союз с Кассандром. Также сторону Полиперхона приняла мать Александра Олимпиада, которая на тот момент управляла Эпиром.
В это время Никанор совершил ночную вылазку и захватил главный афинский порт Пирей и Длинные стены. Тогда в Аттику с войском прибыл сын Полиперхона Александр. Афиняне вначале надеялись, что он поможет вернуть им Мунихий и Пирей. Однако Александр даже не допустил их представителей на переговоры с Никанором. Когда афиняне осознали, что обе стороны стремятся лишь захватить их владения, то изгнали магистратов из числа олигархов, которых приговорили к смерти, и передали власть в руки радикальных демократов. Вскоре из Азии в Пирей с подкреплениями от Антигона в 35 кораблей и 4 тысячи воинов прибыл Кассандр. Вслед за ним в Аттику направился Полиперхон с основным войском. Последующая осада затянулась. Тогда Полиперхон оставил в Аттике часть армии под командованием сына, а сам отправился на Пелопоннес.
На Пелопоннесе Полиперхон осадил Мегалополь. Во время последующего неудачного штурма Полиперхон потерял боевых слонов. После этого он уже не мог надеяться на быстрый захват города. Также к Полиперхону поступали неутешительные известия о планах Антигона переправиться через Геллеспонт в Европу. Одновременно успешные действия Кассандра, который захватил Эгину, победил афинян в морском сражении после чего стратег Саламина Аскетад сдал остров без боя, требовали решительных действий. Поэтому Полиперхон был вынужден снять осаду и с ослабленным войском поспешил покинуть Пелопоннес.
К этому времени Кассандр заключил с Афинами мирный договор. По его условиям главой города становился Деметрий. Когда в Мунихий вернулся Никанор, которого до этого Кассандр отправил с флотом на помощь Антигону, то ему были оказаны соответствующие почести. Однако вскоре Кассандр заподозрил его в измене. Никанор стал проявлять собственные амбиции и агитировать гарнизон Мунихия перейти на свою сторону. Тогда Кассандр решил казнить военачальника. В силу его популярности он не мог открыто выступить против Никанора. В изложении Полиэна Кассандр перед отплытием пригласил военачальника на совещание в дом, где находились гипасписты, которые и арестовали Никанора. Затем он созвал общевойсковое собрание. Кассандр поручил вести его врагам Никанора, которые и добились того, что военачальник был приговорён к смертной казни.
После череды поражений Полиперхона на сторону Кассандра стали переходить греческие полисы. Амбициозная жена слабоумного формального царя Филиппа III Арридея Эвридика также решила, что пробил её час. От имени супруга она письмом уведомила Полиперхона, что новым регентом становится Кассандр, которому следует передать управление царской армией. В историографии существует множество версий о мотивах и действиях Эвридики при переходе в лагерь сторонников Кассандра. Павел Орозий обосновал союз между Эвридикой и Кассандром их любовными взаимоотношениями. Современные историки отвергают данное предположение раннего христианского апологета. Г. Макурди подчёркивала, что Кассандр имел свои амбиции, и союз с Эвридикой носил ситуативный характер.
Существует несколько версий относительно процесса передачи поста регента при Филиппе III Арридее от Полиперхона Кассандру. Согласно Юстину, Эвридика приняла решение о переходе на сторону Кассандра, когда узнала, что Полиперхон собирался вернуться в Македонию и призвал к себе Олимпиаду. Согласно этому автору Кассандр чувствовал себя обязанным Эвридике и подпал под её влияние. Возможно, передача поста регента империи произошла при личной встрече Эвридики с Кассандром. Не исключено, что Эвридика узурпировала власть, а передача должности регента Кассандру носила формальный характер.

#### Победа над Полиперхоном и Олимпиадой
На этом фоне Полиперхон с остатками своего войска отправился в Эпир, где правила Олимпиада. С эпирским войском Олимпиада вторглась в Македонию в 317 году до н. э. Кассандр не пришёл на помощь союзнице Эвридике. Н. Хаммонд привёл две версии такого поступка Кассандра. По одной из них он хотел поражения Эвридики, а по другой — предполагал проигрыш и принял решение не рисковать своим войском и жизнью. В сражении при Эвии, которая предположительно находилась на границе между Македонией и Эпиром, Эвридика проиграла. В ходе последовавших репрессий были убиты Филипп III Арридей, Эвридика, брат Кассандра Никанор и другие, что вызвало недовольство в Македонии.
После известия о захвате Македонии Олимпиадой с Полиперхоном Кассандр, который находился с войском на Пелопоннесе и осаждал Тегею, был вынужден двинуться в Македонию. Хоть союзные Олимпиаде и Полиперхону этолийцы и перекрыли Фермопильское ущелье, это не помешало войскам Кассандра попасть в Македонию, переплыв на территорию Фессалии. Войско Полиперхона отправилось навстречу Кассандру. Из Фессалии в Македонию было две дороги — через Темпейскую долину и через горные проходы из Перребии в македонскую Пиерию. Полиперхон не имел достаточно воинов, чтобы перекрыть обе дороги. Кассандр в свою очередь разделил своё войско на несколько частей. Дений смог занять дорогу через Темпейскую долину и отбросить отряды Олимпиады, Каллас — блокировал Полиперхона в Перребии, Кассандр с основным войском через перребские проходы вступил в Македонию. Каллас смог не только сковать силы Полиперхона, но и подкупом убедил перейти на свою сторону большую часть его воинов. На фоне угрожавшей ей опасности Олимпиада укрылась в прибрежной крепости в Пидне.
Кассандр быстро наладил осаду Пидны с суши и моря. Войско Олимпиады было недостаточно многочисленным, чтобы противостоять превосходящим силам Кассандра. Также в городе не было достаточно провианта, чтобы выдержать длительную осаду. Единственная надежда Олимпиады состояла в помощи извне. Македонская царица могла надеяться на помощь своего племянника царя Эпира Эакида, регента Македонской империи Полиперхона и его сына Александра.
На помощь македонской царице из Эпира выступило войско Эакида. Военачальник Кассандра Атаррий не допустил появления эпиротов в Македонии. Он перекрыл горные проходы и тем самым удержал войско Эакида от дальнейшего продвижения. Во время бездействия в войске эпиротов началось волнение. Эакид отпустил недовольных домой, чем не улучшил, а напротив ухудшил своё положение. Пока Эакид пребывал в бездействии, его подданные взбунтовались и низвергли своего царя. Зачинщиками восстания стали те воины, которые до этого покинули войско Эакида. Эпироты заключили союз с Кассандром, который после этого отправил в Эпир военачальника Ликиска в качестве регента и стратега. Двухлетнего сына Эакида Пирра доставили ко двору царя тавлантиев Главкия. Согласно античной легенде, царь долго размышлял о том, как поступить. Предоставление убежища сыну бывшего царя Эпира и врага правителя Македонии Кассандра грозило ухудшением отношений сразу с двумя могущественными соседями тавлантиев. В это время ребёнок подполз к Главкию, схватился за его плащ, приподнялся, «улыбнулся, а потом заплакал, словно проситель, со слезами умоляющий о чём-то». В другой версии, Пирр подполз к алтарю и встал на ноги, что было воспринято как знамение. Главкий поручил жене Берое, которая как и Пирр происходила из царского рода Эакидов, взять мальчика и воспитать с их собственными детьми. Современные историки видят в этой античной легенде проявление холодного политического расчёта. Главкий, усыновив царевича, получил возможность активно вмешиваться во внутренние дела Эпира. Он учитывал вероятность обострения отношений с Кассандром, который даже предложил выкупить малолетнего царевича. Возможно, Главкий решил, что власть Кассандра может оказаться недолгой, а Македония является исконным врагом иллирийцев и, соответственно, выдача Пирра никак на это не повлияет.
Войска ещё одного союзника Олимпиады Полиперхона были блокированы военачальником Кассандра Калласом в Перребии. Каллас смог не только сковать силы Полиперхона, но и подкупом убедил перейти на свою сторону большую часть его воинов. В это время в городе начался голод. По образному выражению Диодора Сицилийского, воин получал в месяц столько провианта, сколько обыкновенно выделяли рабу в течение пяти дней. В городе стали возникать случаи людоедства.
С наступлением весны запах разлагающихся трупов стал ещё более невыносимым. Провианта едва хватало для Олимпиады и её приближённых. На этом фоне войско потребовало сдачи города или увольнения. Часть воинов была отпущена и сдалась Кассандру. Кассандр приветливо принял дезертиров и распределил их по различным гарнизонам. Продемонстрировав мягкость характера, а также благодаря распространению слухов о бедственном положении Олимпиады Кассандр надеялся склонить македонян на свою сторону, так как часть страны продолжала сохранять верность своей царице. На этом фоне Олимпиада решилась на побег. Согласно Диодору Сицилийскому в море была спущена пентера, но Кассандр прознал об этом и сумел перехватить корабль. После этого Олимпиада отправила послов для обсуждения условий капитуляции. Ей с трудом удалось выговорить лишь обещание собственной неприкосновенности. Кассандр согласился на это условие, так как осознавал его формальный характер. Полиэн несколько по-иному передаёт историю с кораблём. В его изложении пентеру к Олимпиаде отправил Полиперхон. Корабль стал на якорь неподалёку от Пидны. Вестник к Олимпиаде был схвачен и приведен к Кассандру. Военачальник приказал захватить корабль, после чего отправил к Олимпиаде перехваченное письмо с печатью Полиперхона. Когда царица вышла из города и не обнаружила пентеру, то решила, что Полиперхон её обманул. Это привело Олимпиаду в отчаяние, и она сдала город Кассандру. В его руки кроме вдовствующей царицы попало несколько знаковых пленников — дочь Филиппа II Фессалоника, формальный царь Александр IV с матерью Роксаной.

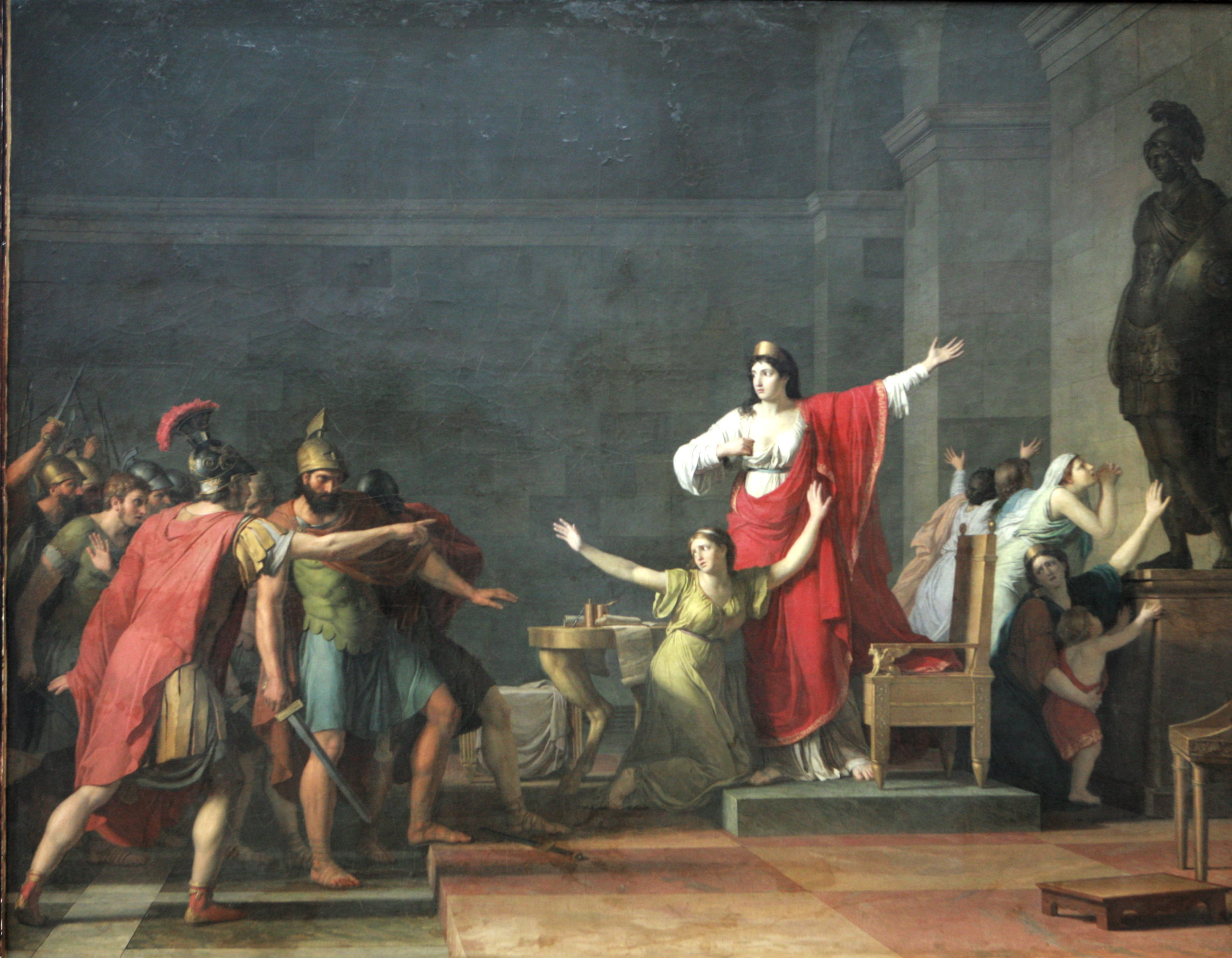
«Кассандр и Олимпиада». Жан-Жозеф Талассон (1745—1809), Художественный музей Бреста, Франция

Олимпиаде была обещана жизнь, однако её позже привлекли к суду за кровь, пролитую ею за время правления. В народном собрании её заочно приговорили к смерти. Диодор Сицилийский сообщает, что Кассандр предложил Олимпиаде бежать в Афины, обещая корабль. Новый правитель Македонии боялся быть обвинённым в смерти матери Александра Великого. Олимпиада отказалась, предпочтя открытый суд перед македонским народом. По всей видимости, царица раскусила уловку Кассандра. Сын Антипатра надеялся, что своим бегством Олимпиада подтвердит собственную вину, а умерщвление во время бегства будет воспринято как заслуженная кара. Зная изменчивость настроений македонян, Кассандр не хотел допустить нового суда. Олимпиада надеялась своими речами произвести впечатление на бывших подданных. Кассандр послал 200 специально подобранных солдат с приказом убить Олимпиаду. Солдаты ворвались к ней в дом, но, увидев её в царском облачении, не решились поднять руку на мать Александра. Олимпиаду забросали камнями родственники казнённых ею людей. Согласно Юстину Олимпиада приняла смерть достойно, не крича и не умоляя о помиловании, так что, «казалось, можно было увидеть Александра в умирающей матери». По приказу Кассандра, потерявшего брата и многих друзей за год правления Олимпиады, ей было отказано в погребении.

### Третья война диадохов
Окончание Третьей войны диадохов не принесло мира Македонской империи. Резкое усиление могущества Антигона не устраивало никого из диадохов. Опасения бывших военачальников Александра Македонского подогревал Селевк, который утверждал, что Антигон хочет устранить всех некогда служивших Александру сатрапов. Между правителем Египта Птолемеем, Кассандром, сатрапом Фракии Лисимахом и Селевком, который был вынужден покинуть свои владения в Вавилонии, был заключён направленный против Антигона союз. Антигон в свою очередь отправил к ним послов с предложением поддерживать «узы дружбы, благодаря которым ему довелось доставить им торжество их общих интересов». Одновременно он повёл свою войско в верхнюю Сирию, чтобы в случае неудачи переговоров вторгнуться во владения Птолемея.
Третья война диадохов проходила на нескольких фронтах. В Греции, Эгейском море и Малой Азии, где сражались войска Кассандра, успех сопутствовал военачальникам Антигона. Вначале Кассандр через Препелая смог убедить Александра, сына Полиперхона, который сохранял власть над некоторыми городами в Пелопоннесе, расторгнуть союз с Антигоном. Затем Кассандр отправил Препелая во главе войска на помощь сатрапу Карии Асандру от сил Антигона под командованием Полемея. Экспедиция была неудачной. Войско отплыло из Пидны в Карию на 36 кораблях. По прибытии Препелай и Асандр отправили Евполема, предположительно подчинённого Препелая, к Каприме с 8 тысячами воинов и 200 всадниками, чтобы тот устроил засаду. Однако Полемей вовремя узнал о месторасположении врага и напал на спящий лагерь, в результате чего всё войско, включая Евполема, попало в плен.
Военачальники Антигона Телесфор и Полемей смогли захватить Пелопоннес, а также нейтрализовать влияние Кассандра в большей части Греции. Однако сокрушительное поражение при Газе с последующим рейдом Селевка вглубь владений Антигона, который завершился падением Вавилона существенно его ослабили. По мнению И. Г. Дройзена Антигон, Птолемей, Кассандр и Лисимах в конце Третьей войны диадохов оказались слабее чем в её начале. Соответственно, в этой войне победителей не было. Птолемей потерял Сирию, Кассандр утратил большую часть своего влияния в Греции, у Антигона был отторгнут один из главных и центральный город его владений - Вавилон. Также остаётся неясным, кто из диадохов был инициатором мирных переговоров. Каждый из них имел свои мотивы для прекращения войны. В западных владениях Птолемея восстал правитель Киренаики Офелл, в центральной части Македонской империи Селевк захватил Вавилон у Антигона, Кассандр и Лисимах также не видели выгодных для себя переспектив продолжать войну.
Основные положения мирного договора, который завершил Третью войну диадохов в 311 или 310 году до н. э., изложены у Диодора Сицилийского. Основная его часть была посвящена урегулированию отношений между диадохами. Согласно тексту договора Кассандр оставался «стратегом Европы» (то есть Македонии и Греции) до совершеннолетия малолетнего Александра IV.
По мнению современных историков, мирный договор 311/310 года до н. э. предполагал смерть последнего македонского царя из династии Аргеадов малолетнего Александра IV. Диадохи понимали, что формально срок их полномочий заканчивался с совершеннолетием Александра IV. Кассандр стал воспринимать Александра IV в качестве реальной угрозы для своей власти. Это ощущение дополняли разговоры македонян о необходимости передать Александру IV престол его предков. В этих условиях Кассандр поручил коменданту амфиполитанской крепости Главкию, где в заточении находился формальный царь с матерью, тайно убить Александра IV с Роксаной и закопать их тела. Согласно данным из различных источников Роксана и Александр IV были убиты кинжалом либо отравлены.
В историографии существует несколько версий о дате гибели Александра IV. А. С. Шофман отмечал, что убийство произошло после заключения мирного соглашения между диадохами между 311 и 309 годами до н. э. И. Ш. Шифман датировал событие 311 годом до н. э., В. Хеккель — 310 годом до н. э., Ф. Шахермайр — 309 годом до н. э.
Данные из письменных источников дисгармонируют с данными нумизматики и текстом ряда египетских папирусов. В Египте чеканили монеты с именем Александра IV вплоть до объявлении Птолемея фараоном, то есть до 305/304 года до н. э. Также археологами обнаружены папирусы, которые датируют 307 и 305/304 годами до н. э. с указанием царствующего монарха Александра IV.
Это противоречие с письменными источниками о смерти Александра IV привело к появлению нескольких версий. По одной из них в 311—309 годах до н. э. Кассандру было выгодным скрыть факт смерти малолетнего царя. Диадохи, которые распределили между собой империю Александра Великого, правили её частями в качестве сатрапов под формальной властью македонского царя. Возможно, они предпочитали «не замечать» отсутствие царя, хоть и знали о его смерти. Впоследствии Кассандр захотел и/или посчитал целесообразным легитимизировать свою власть в Македонии и принять царский титул. После «официальной» смерти Александра IV диадохи, в том числе и Кассандр, стали объявлять себя царями.
Одновременно с Третьей войной диадохов военные действия шли и на северо-западных границах Македонии. В 314 году до н. э. Кассандр захватил Аполлонию Иллирийскую на побережье Адриатического моря, после чего победил Главкия в сражении и заставил заключить мирный договор, согласно которому иллирийский царь не мог воевать против союзников македонян. Также Кассандр смог перехитрить жителей Эпидамна спрятав своё войско неподалёку. Когда те открыли ворота и стали заниматься сельскохозяйственными работами, он совершил внезапную атаку и город был захвачен без сопротивления. После этого Кассандр оставил гарнизоны в Эпидамне и Аполлонии и вернулся домой в Македонию.
Однако Главкий недолго соблюдал мир с македонянами. Уже в 313 году до н. э. он осадил Аполлонию и лишь вмешательство спартанского царевича Акротата заставило его прекратить военные действия. В следующем 312 году до н. э. гарнизоны Кассандра были изгнаны из Аполлонии и Эпидамна керкирцами, которые не желали терпеть присутствие македонян на Адриатическом побережье рядом со своим островом. Аполлония была объявлена свободным городом, а Эпидамн передан Главкию. На этом фоне Кассандр вновь отправился к Аполлонии. Однако эта осада оказалась неудачной. С помощью Главкия и керкирян аполлонийцы изгнали македонян, после чего их город вошёл в состав владений Главкия.
В 310 году до н. э. Кассандр помог вассальному пеонийскому царю Авдолеонту. В Пеонию вторглось иллирийское племя автариатов. Автариаты покинули свои родные места и искали новые земли для поселения. Пеоны могли бы потерпеть поражение, однако Кассандр, опасаясь за целостность своих владений, пришёл им на помощь. Он заключил с иллирийцами союз и поселил двадцать тысяч автариатов вместе с их женами и детьми у горы Орбел, на северо-востоке страны у границы со Фракией как самой отдалённой части своего государства.

### Между Третьей и Четвёртой войнами диадохов
В 310/309 году до н. э. Полиперхон убедил бывшую любовницу Александра Македонского Барсину с сыном Гераклом, которые проживали в Пергаме, переехать в Грецию. После прибытия Геракла Полиперхон обратился ко всем, кто «предан царскому дому и враждебен Кассандру», выступить против правителя Македонии и восстановить власть македонской царской династии Аргеадов. Войско Полиперхона стали пополнять приверженцы царского дома. Также к нему примкнул Этолийский союз, воинов которого в первую очередь интересовала военная добыча. И. Г. Дройзен отмечал, что момент для начала похода был выбран крайне неудачно. После завершения Третьей войны диадохов и Вавилонской войны в Македонской империи царил хрупкий мир. Наиболее влиятельные диадохи не были готовы к началу очередных военных действий и не поддержали поход против правителя Македонии Кассандра.
С большим войском Полиперхон вторгся в Македонию. Правитель Македонии Кассандр опасался, что его воины перейдут на сторону Полиперхона ради воцарения сына Александра. Тогда он убедил Полиперхона убить Геракла. Взамен он обещал статус «стратега Пелопоннеса» и соправителя царя в Македонии, а также войско. Эти предложения Кассандр сопроводил богатыми дарами и обещаниями. Полиперхон принял предложение Кассандра. Он пригласил юношу на пир, на который тот вначале не явился. Тогда Полиперхон лично отправился к Гераклу и заставил его прийти. После пира юноша был задушен. Согласно Юстину Полиперхон совершил преступление тайно, а затем, также не привлекая внимания и без каких-либо погребальных почестей, забросал тела Геракла и Барсины землёй. Павсаний писал, что Геракл был отравлен. Согласно исследованию П. Уитли поход Полиперхона в Македонию и, соответственно, смерть Геракла, произошли в промежутке поздняя осень 309 года до н. э. — начало 308 года до н. э.
В 310 году до н. э. Полемей, который находился с войском в Пелопоннесе, восстал против Антигона и заключил союз с Кассандром. По утверждению Диодора Сицилийского, это было связано с обидой на дядю, который, по мнению Полемея, не оказал ему должных почестей за верную службу. Р. Биллоуз приводит ещё один возможный мотив, который побудил Полемея к восстанию. Молодой военачальник понимал, что по мере взросления своих двоюродных братьев Филиппа и Деметрия он потеряет статус «правой руки» Антигона. В это время он обладал реальной властью в Греции и гипотетически мог создать собственное государство. Отъезд обратно к Антигону лишил бы Полемея соответствующей возможности.
Однако Полемей не смог сориентироваться в перипетиях взаимоотношений между диадохами. Кассандр заключил союз с Полиперхоном, который сохранял власть над некоторыми городами в Пелопоннесе, что создавало угрозу для власти Полемея в Греции. В связи с этим он, по утверждению Р. Биллоуза, стал искать возможность заключить союз с правителем Египта Птолемеем. А. С. Шофман, напротив, считал, что инициатором заключения союза был Птолемей. В 309 году до н. э. по приказу Птолемея он прибыл на Кос. Правитель Египта вначале тепло принял Полемея, так как предполагал использовать его для ведения военных действий на малоазиатском побережье. Птолемею было выгодным иметь на своей стороне влиятельного со времён предыдущих походов родственника Антигона. Однако Полемей имел собственные амбиции и претендовал на равный с Птолемеем статус. Также правителю Египта не понравилось благожелательное отношение Полемея к войскам, подарки военачальникам и заискивание с народными массами. Птолемей обвинил Полемея в организации заговора и заставил принять яд, а его воинов определил в собственное войско. Вероятно, казнь Полемея произошла по договорённости с Кассандром, которому была выгодна смерть военачальника, изгнавшего его гарнизоны из Греции. По мнению Р. Биллоуза казнь Полемея снизила шансы на успех Птолемея.

### Четвёртая война диадохов
В 307 году до н. э. Антигон, завершивший Вавилонскую войну с Селевком, отправил в Грецию войско во главе со своим сыном Деметрием Полиоркетом. Летом того же года македонский гарнизон в Мунихии сложил оружие. Ставленник Кассандра в Афинах тиран Деметрий Фалерский покинул город. Главный город Греции был потерян для Кассандра. После этого Деметрий Полиоркет отплыл на Кипр, где одержал победу над Птолемеем в морском сражении при Саламине-на-Кипре, после чего осадил Родос. Кассандр, Лисимах и Птолемей оказали островитянам помощь, благодаря которой они сумели организовать героическое сопротивление.
На фоне сложностей, с которыми столкнулся Деметрий Полиоркет при осаде Родоса, Кассандр начал покорять греческие города. В 304 году до н. э. он даже попытался вернуть себе контроль над Афинами. Антигон был вынужден снять осаду с Родоса и отправить Деметрия в Грецию. В какой-то момент Кассандр на фоне успешных действий Деметрия был вынужден отправить послов к Антигону с предложением подписать мирный договор. Антигон считал, что близок к окончательной победе над своим давним противником, и потребовал «сдачи Кассандра на милость победителя». Тогда близкий к поражению македонский царь сумел заключить новый союз с Лисимахом, который и сам опасался завоевания своих владений Антигоном. К ним вскоре присоединились Птолемей и Селевк.
В 302 году до н. э. во владения Антигона вторглось войско под командованием военачальника Кассандра Препелая, которому Лисимах предоставил 6 тысяч воинов и тысячу всадников. В этой кампании Препелаю сопутствовал успех. Затем в Малую Азию вторгся со своим войском Лисимах. Кассандр в это время занял Фессалию, после чего отправил на помощь Лисимаху войско под командованием брата Плистарха. Впрочем, по пути Плистарх попал в бурю, которая уничтожила большую часть его сил.
В состоявшейся в 301 году до н. э. битве при Ипсе между Антигоном и соединёнными силами Селевка, Лисимаха и Кассандра (войском Кассандра командовал Плистарх) союзники одержали победу. Антигон был разбит и погиб на поле битвы. После сражения держава Антигона была разделена между победителями. Брат Кассандра Плистарх получил в управление Киликию, а также, возможно, часть Карии, прибрежные районы Ликии, Памфилии и Катаонии. Существует несколько версий о том, почему Плистарх стал правителем этих земель. По одной версии Кассандр на правах победителя стремился создать в Азии некие подобия «буферных государств», не принимая над ними формального управления. По другой Лисимах и Селевк специально создали некую «буферную» территорию между своими землями. По образному выражению Плутарха: «После битвы цари-победители расчленили всю державу Антигона и Деметрия, словно некое огромное тело, и, поделивши части между собою, присоединяли новые провинции к прежним своим владениям». Часть гарнизонов в Финикии и на Кипре, большая часть флота, а также некоторые вассальные Антигону автономные города с греческим населением в Малой Азии и Греции сохранили верность наследнику Антигона Деметрию. В Афинах, напротив, Народное собрание вынесло направленное против Деметрия постановление, что город закрыт для посещения царями.

### Последние годы
О последних годах правления Кассандра известно немногое. Диодор Сицилийский упоминал осаду Керкиры флотом Кассандра. Лишь вмешательство сицилийского тирана Агафокла спасло остров от завоевания.
Кассандр умер весной 297 года до н. э. от болезни. Македонский трон наследовал едва достигший совершеннолетия старший сын Кассандра Филипп IV, который ненадолго пережил отца.

## Внутренняя политика

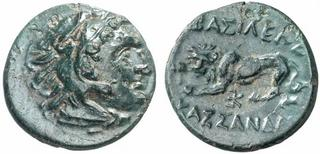
Монета с легендой на реверсе «ΒΑΣΙΛΕΩΣ ΚΑΣΣΑΝΔΡΟΥ»

При Кассандре было построено несколько городов. В 316 году до н. э. он начал восстановление разрушенных Александром Фив. На руинах Потидеи он построил новый город, который назвал своим именем Кассандрией. Он переселил туда жителей Халкидики и разрушенного Олинфа. Кассандр особо следил за его строительством, в связи с чем за короткое время город достиг процветания. Вскоре после женитьбы на Фессалонике Кассандр основал на месте древних Ферм город, который назвал в честь супруги Фессалониками (греч. Θεσσαλονίκη). Этим он особо подчёркивал свою связь с царской династией Аргеадов. Также брат Кассандра Алексарх основал город Уранополис у подножия горы Афон. Кроме военного и финансового значения градостроительная политика Кассандра преследовала также политические цели. Потидея и Олинф были разрушены отцом Филиппом II, Фивы — Александром, и при основании на их месте новых полисов Кассандр подчёркивал своё моральное превосходство над царями династии Аргеадов и позиционировал себя в качестве достойной им альтернативы.
Внутренняя политика Кассандра была преимущественно изоляционистской. Он в отличие от других диадохов не стремился, во всяком случае внешне, завоевать империю Александра. Его интересы состояли в сохранении македонской гегемонии над Грецией и Эпиром, а также обеспечении независимости от Антигона. Те македоняне, которыми правил Кассандр, преимущественно, не участвовали в походах Александра. Они были сторонниками традиций и противниками новшеств. Внутренняя политика Кассандра в целом соответствовала их запросам.
Власть Кассандра не пользовалась особой популярностью ни в Македонии, ни в Греции. Это можно объяснить как общим кризисом, который переживала Македония, так и личными качествами Кассандра. Знать была недовольна снижением благосостояния вследствие уменьшения военной добычи, простой народ — ростом налогов и снижением благосостояния вследствие увеличения количества рабов. Однако общий негатив к царю не вылился в какое-либо восстание. Следующий правитель Македонии Деметрий Полиоркет вследствие агрессивных военных авантюр, к которым страна уже была не готова, породил в народе тоску по прежней стабильности.

## Семья
|                                                   |                                                   |                                                   |                                                   |                                                   |                                                   |  |  |                            |                            |                            |                            |                            |                            |  |  |             |             |             |             |             |             |  |  |           |           | Иолла     |           |           |           |  |  |            |            |            |            |            |            |  |  |                |                |                |                |                |                |  |  |        |        |        |        |        |        |  |  |          |          |          |          |          |          |  |  |                                             |                                             |                                             |                                             |                                             |                                             |  |  |         |         |         |         |         |         |  |  |                      |                      |                      |                      |                      |                      |  |  |  |  |  |  |  |  |  |  |  |  |  |  |  |  |  |  |  |  |  |  |  |  |
|                                                   |                                                   |                                                   |                                                   |                                                   |                                                   |  |  |                            |                            |                            |                            |                            |                            |  |  |             |             |             |             |             |             |  |  |           |           |           |           |           |           |  |  |            |            |            |            |            |            |  |  |                |                |                |                |                |                |  |  |        |        |        |        |        |        |  |  |          |          |          |          |          |          |  |  |                                             |                                             |                                             |                                             |                                             |                                             |  |  |         |         |         |         |         |         |  |  |                      |                      |                      |                      |                      |                      |  |  |  |  |  |  |  |  |  |  |  |  |  |  |  |  |  |  |  |  |  |  |  |  |
|                                                   |                                                   |                                                   |                                                   |                                                   |                                                   |  |  |                            |                            |                            |                            |                            |                            |  |  |             |             |             |             |             |             |  |  |           |           | Антипатр  |           |           |           |  |  |            |            |            |            |            |            |  |  |                |                |                |                |                |                |  |  |        |        |        |        |        |        |  |  |          |          |          |          |          |          |  |  |                                             |                                             |                                             |                                             |                                             |                                             |  |  |         |         |         |         |         |         |  |  |                      |                      |                      |                      |                      |                      |  |  |  |  |  |  |  |  |  |  |  |  |  |  |  |  |  |  |  |  |  |  |  |  |
|                                                   |                                                   |                                                   |                                                   |                                                   |                                                   |  |  |                            |                            |                            |                            |                            |                            |  |  |             |             |             |             |             |             |  |  |           |           |           |           |           |           |  |  |            |            |            |            |            |            |  |  |                |                |                |                |                |                |  |  |        |        |        |        |        |        |  |  |          |          |          |          |          |          |  |  |                                             |                                             |                                             |                                             |                                             |                                             |  |  |         |         |         |         |         |         |  |  |                      |                      |                      |                      |                      |                      |  |  |  |  |  |  |  |  |  |  |  |  |  |  |  |  |  |  |  |  |  |  |  |  |
|                                                   |                                                   |                                                   |                                                   |                                                   |                                                   |  |  |                            |                            |                            |                            |                            |                            |  |  |             |             |             |             |             |             |  |  |           |           |           |           |           |           |  |  |            |            |            |            |            |            |  |  |                |                |                |                |                |                |  |  |        |        |        |        |        |        |  |  |          |          |          |          |          |          |  |  |                                             |                                             |                                             |                                             |                                             |                                             |  |  |         |         |         |         |         |         |  |  |                      |                      |                      |                      |                      |                      |  |  |  |  |  |  |  |  |  |  |  |  |  |  |  |  |  |  |  |  |  |  |  |  |
| Фила ∞1. Балакр 2. Кратер 3. Деметрий I Полиоркет | Фила ∞1. Балакр 2. Кратер 3. Деметрий I Полиоркет | Фила ∞1. Балакр 2. Кратер 3. Деметрий I Полиоркет | Фила ∞1. Балакр 2. Кратер 3. Деметрий I Полиоркет | Фила ∞1. Балакр 2. Кратер 3. Деметрий I Полиоркет | Фила ∞1. Балакр 2. Кратер 3. Деметрий I Полиоркет |  |  | Эвридика ∞Птолемей I Сотер | Эвридика ∞Птолемей I Сотер | Эвридика ∞Птолемей I Сотер | Эвридика ∞Птолемей I Сотер | Эвридика ∞Птолемей I Сотер | Эвридика ∞Птолемей I Сотер |  |  | Иолла       | Иолла       | Иолла       | Иолла       | Иолла       | Иолла       |  |  | Кассандр  | Кассандр  | Кассандр  | Кассандр  | Кассандр  | Кассандр  |  |  | Плистарх   | Плистарх   | Плистарх   | Плистарх   | Плистарх   | Плистарх   |  |  | Никея ∞Лисимах | Никея ∞Лисимах | Никея ∞Лисимах | Никея ∞Лисимах | Никея ∞Лисимах | Никея ∞Лисимах |  |  | Филипп | Филипп | Филипп | Филипп | Филипп | Филипп |  |  | Алексарх | Алексарх | Алексарх | Алексарх | Алексарх | Алексарх |  |  | Дочь (имя неизвестно) ∞Александр Линкестиец | Дочь (имя неизвестно) ∞Александр Линкестиец | Дочь (имя неизвестно) ∞Александр Линкестиец | Дочь (имя неизвестно) ∞Александр Линкестиец | Дочь (имя неизвестно) ∞Александр Линкестиец | Дочь (имя неизвестно) ∞Александр Линкестиец |  |  | Никанор | Никанор | Никанор | Никанор | Никанор | Никанор |  |  | Перилай или Препелай | Перилай или Препелай | Перилай или Препелай | Перилай или Препелай | Перилай или Препелай | Перилай или Препелай |  |  |  |  |  |  |  |  |  |  |  |  |  |  |  |  |  |  |  |  |  |  |  |  |
| Фила ∞1. Балакр 2. Кратер 3. Деметрий I Полиоркет | Фила ∞1. Балакр 2. Кратер 3. Деметрий I Полиоркет | Фила ∞1. Балакр 2. Кратер 3. Деметрий I Полиоркет | Фила ∞1. Балакр 2. Кратер 3. Деметрий I Полиоркет | Фила ∞1. Балакр 2. Кратер 3. Деметрий I Полиоркет | Фила ∞1. Балакр 2. Кратер 3. Деметрий I Полиоркет |  |  | Эвридика ∞Птолемей I Сотер | Эвридика ∞Птолемей I Сотер | Эвридика ∞Птолемей I Сотер | Эвридика ∞Птолемей I Сотер | Эвридика ∞Птолемей I Сотер | Эвридика ∞Птолемей I Сотер |  |  | Иолла       | Иолла       | Иолла       | Иолла       | Иолла       | Иолла       |  |  | Кассандр  | Кассандр  | Кассандр  | Кассандр  | Кассандр  | Кассандр  |  |  | Плистарх   | Плистарх   | Плистарх   | Плистарх   | Плистарх   | Плистарх   |  |  | Никея ∞Лисимах | Никея ∞Лисимах | Никея ∞Лисимах | Никея ∞Лисимах | Никея ∞Лисимах | Никея ∞Лисимах |  |  | Филипп | Филипп | Филипп | Филипп | Филипп | Филипп |  |  | Алексарх | Алексарх | Алексарх | Алексарх | Алексарх | Алексарх |  |  | Дочь (имя неизвестно) ∞Александр Линкестиец | Дочь (имя неизвестно) ∞Александр Линкестиец | Дочь (имя неизвестно) ∞Александр Линкестиец | Дочь (имя неизвестно) ∞Александр Линкестиец | Дочь (имя неизвестно) ∞Александр Линкестиец | Дочь (имя неизвестно) ∞Александр Линкестиец |  |  | Никанор | Никанор | Никанор | Никанор | Никанор | Никанор |  |  | Перилай или Препелай | Перилай или Препелай | Перилай или Препелай | Перилай или Препелай | Перилай или Препелай | Перилай или Препелай |  |  |  |  |  |  |  |  |  |  |  |  |  |  |  |  |  |  |  |  |  |  |  |  |
|                                                   |                                                   |                                                   |                                                   |                                                   |                                                   |  |  |                            |                            |                            |                            |                            |                            |  |  |             |             |             |             |             |             |  |  |           |           |           |           |           |           |  |  |            |            |            |            |            |            |  |  |                |                |                |                |                |                |  |  |        |        |        |        |        |        |  |  |          |          |          |          |          |          |  |  |                                             |                                             |                                             |                                             |                                             |                                             |  |  |         |         |         |         |         |         |  |  |                      |                      |                      |                      |                      |                      |  |  |  |  |  |  |  |  |  |  |  |  |  |  |  |  |  |  |  |  |  |  |  |  |
|                                                   |                                                   |                                                   |                                                   |                                                   |                                                   |  |  | Лисандра                   | Лисандра                   | Лисандра                   | Лисандра                   | Лисандра                   | Лисандра                   |  |  | Александр V | Александр V | Александр V | Александр V | Александр V | Александр V |  |  | Филипп IV | Филипп IV | Филипп IV | Филипп IV | Филипп IV | Филипп IV |  |  | Антипатр I | Антипатр I | Антипатр I | Антипатр I | Антипатр I | Антипатр I |  |  | Эвридика       | Эвридика       | Эвридика       | Эвридика       | Эвридика       | Эвридика       |  |  |        |        |        |        |        |        |  |  |          |          |          |          |          |          |  |  |                                             |                                             |                                             |                                             |                                             |                                             |  |  |         |         |         |         |         |         |  |  |                      |                      |                      |                      |                      |                      |  |  |  |  |  |  |  |  |  |  |  |  |  |  |  |  |  |  |  |  |  |  |  |  |
|                                                   |                                                   |                                                   |                                                   |                                                   |                                                   |  |  | Лисандра                   | Лисандра                   | Лисандра                   | Лисандра                   | Лисандра                   | Лисандра                   |  |  | Александр V | Александр V | Александр V | Александр V | Александр V | Александр V |  |  | Филипп IV | Филипп IV | Филипп IV | Филипп IV | Филипп IV | Филипп IV |  |  | Антипатр I | Антипатр I | Антипатр I | Антипатр I | Антипатр I | Антипатр I |  |  | Эвридика       | Эвридика       | Эвридика       | Эвридика       | Эвридика       | Эвридика       |  |  |        |        |        |        |        |        |  |  |          |          |          |          |          |          |  |  |                                             |                                             |                                             |                                             |                                             |                                             |  |  |         |         |         |         |         |         |  |  |                      |                      |                      |                      |                      |                      |  |  |  |  |  |  |  |  |  |  |  |  |  |  |  |  |  |  |  |  |  |  |  |  |

В античных источниках присутствует информация о четырёх сёстрах и шести братьях Кассандра. В источниках отсутствуют какие-либо сведения о жене или жёнах отца Кассандра Антипатра. Предположительно их было несколько. Антипатр использовал своих многочисленных детей для создания династических союзах. Ещё при жизни Антипатра сёстры Кассандра были выданы замуж за наиболее влиятельных военачальников того времени — Эвридика за Птолемея, Никея — Лисимаха, Фила — сына Антигона Деметрия Полиоркета. Старшая дочь Антипатра, имя которой неизвестно, была выдана замуж ещё при жизни Филиппа II за представителя царского рода Александра Линкестийца. После казни Александра Линкестийца Александром Македонским дочь Антипатра оставалась при дворе отца. Её сын Аррабей был удостоен неких почестей в акарнанском городе Нес. Предположительно, он пережил захват Македонии Олимпиадой в 317 году до н. э., когда погибли несколько родственников Антипатра. Сын Аррабея и, соответственно, внук Александра Линкестида Кассандр, предположительно, был назван в честь своего двоюродного деда и царя Македонии Кассандра. Вероятно, Кассандр, сын Аррабея, родился в этот период, а его имя подчёркивало родство с правителем государства.
Братья Кассандра занимали при брате определённые должности. Филипп и Плистарх руководили македонскими войсками во время многочисленных военных кампаний Кассандра. Алексарх получил землю на Афоне, где пытался построить утопический город Уранополис исходя из собственных философских представлений. Имя ещё одного брата Кассандра Перилая встречается лишь в одном античном источнике — «Моралиях» Плутарха. Греческий писатель приводит деятельность Перилая в качестве примера проявления братской любви. Согласно Плутарху, Перилай мог замещать брата Кассандра, который был царём Македонии, при руководстве войском и принятии решений по внутригосударственным вопросам. Р. Эррингтон предположил, что текст Плутарха «Περὶ φιλαδελφίας» («О братской любви») содержит ошибку. Учитывая влияние братьев при дворе Кассандра, историк считал, что Плутарх, либо кто-то из переписчиков оригинального текста ошибся и заменил имя Препелая на Перилая. В таком случае становится понятной причина командования Препелаем войсками Кассандра, а также выполнение им ответственных поручений правителя Македонии.
В 316/315 году до н. э. после падения Пидны среди пленников Кассандра оказалась дочь Филиппа II Фессалоника. Свадьба с представительницей царского рода Аргеадов и дочерью Филиппа II легитимизировала его притязания на власть в самой Македонии. Кассандр ранее также сватался у сестре Александра Клеопатре. В связи с этим один из диадохов, который и сам претендовал на власть, Антигон утверждал, что Кассандр взял Фессалонику в жёны силой против её воли. Несмотря на эти обвинения, Кассандр уважительно относился к своей супруге и, возможно, даже любил её. В отличие от предшественников правителей Македонии, которые практиковали полигамию, у него не было других жён. В 305 году до н. э. Кассандр принял титул царя, а Фессалоника официально стала царицей, что подтверждается данными эпиграфики.
Вскоре после женитьбы на Фессалонике Кассандр основал на месте древних Ферм город, который назвал в честь супруги Салоники (греч. Θεσσαλονίκη). Этим он особо подчёркивал свою связь с царской династией Аргеадов. Также Кассандр предпочёл иметь одну жену, хоть в Македонии и было принято многожёнство. В браке с Кассандром Фессалоника родила трёх сыновей — Филиппа, Александра и Антипатра. Возможно, по одной из версий, старший сын Кассандра Филипп родился от другой женщины.

## Оценки
Среди множества военачальников, которые претендовали на власть над частями империи Александра Македонского после его смерти, можно выделить пять «великих» диадохов — Антигона, Селевка, Лисимаха, Птолемея и Кассандра. Они сумели в напряжённой борьбе создать собственные государства, получить царский титул, что требовало особых личностных качеств. В отличие от других диадохов претензии Кассандра ограничивались Македонией на основании того факта, что его отец управлял ею в течение 15 лет. Длительное правление Антипатра несомненно расположило к нему часть населения, что позволило Кассандру относительно легко захватить власть.
По мнению И. Г. Дройзена, Кассандра отличали твёрдость и сила воли, «которая твёрдыми шагами идёт к поставленной цели и достигает её во что бы то ни стало». А. С. Шофман назвал Кассандра сотканным из контрастов человеком. С одной стороны он был алчным и амбициозным деятелем, который не смог довольствоваться второстепенной ролью после смерти своего отца Антипатра. Одновременно его отличали вдумчивость, рассчётливость и хладнокровность. Его решительность и смелость сочетались со сдержанностью. За время своего двадцатилетнего правления он проявил себя прекрасным дипломатом и компетентным военачальником, рационально оценивающим выгоду и затраты от тех или иных действий, что отличало его от современников. Также он являлся высокообразованным человеком, которого, возможно, обучал Аристотель. Этим можно объяснить покровительство Теофрасту и школе перипатетиков, особые отношения с Деметрием Фалерским. Несмотря на свою образованность Кассандр был груб, безжалостен, суров и эгоистичен, подвержен вспышкам гнева. Династия Антипатридов пала вскоре после смерти Кассандра. Организованная им система власти опиралась на грубую силу и коварство и не смогла долго просуществовать после его смерти.
В целом негативное отношение к Кассандру может быть следствием пропаганды его врагов. Автор «Истории диадохов», главного первоисточника для более поздних историков, Иероним Кардийский состоял на службе одного из главных противников Кассандра Антигона. Автор обвинял македонского царя за жестокость к Аргеадам и потомкам Александра. Юстин привёл речь Деметрия Полиоркета, в которой он называл Кассандра истребителем царского рода Аргеадов, человеком, не щадившим ни женщин ни детей. Скорое пресечении династии Антипатридов после смерти Кассандра он связывал со справедливой карой за его преступления.
В. Хеккель считал, что Кассандр был болезненным человеком. Он, хоть и был по возрасту ровесником Александра, не участвовал в его походах. Согласно Гегесандру, он будучи в зрелом возрасте не убил ни одного вепря на охоте, что для македонян было позорным. Павсаний писал, что у Кассандра «при жизни были черви», а под конец жизни он распух от водянки. Возможно, он также страдал от хронического туберкулёза.

### Исследования
- Бусыгина С. А. Распад империи Александра Македонского: его причины и последствия // Гуманитарные науки в современном вузе: вчера, сегодня, завтра. Материалы V международной научной конференции. — СПб.: Санкт-Петербургский государственный университет промышленных технологий и дизайна, 2022. — Т. 2. — С. 325—331.
- Грэйнджер Д. Д. Империя Александра Македонского. Крушение великой державы / пер. с англ. яз. С. О. Махарадзе. — М.: АСТ, 2010. — 351 с. — ISBN 978-5-17-063297-8.
- Дройзен И. Г. История эллинизма. — Ростов-на-Дону: Феникс, 1995. — Т. 2. — 544 с. — ISBN 5-85880-079-3.
- Ефремов Н. В. Прескрипты некоторых раннеэллинистических надписей Карии. Попытка исторической интерпретации // Вопросы эпиграфики  / под редакцией А. Г. Авдеева. — М.: Русский фонд содействия образованию и науке, 2008. — Вып. III. — С. 128—187. — ISBN 978-5-91244-010-6.
- Киляшова К. А. Политическая роль женщин при дворе македонских царей династии Аргеадов. Диссертация на соискание учёной степени кандидата исторических наук / Научный руководитель доктор исторических наук, профессор Э. В. Рунг. — Казань: Казанский (Приволжский) федеральный университет, 2018.
- Кудрявцева Т. В. Демад: Pacis Suassor, Belli Disuassor // Вестник Санкт-Петербургского университета. История. — СПб., 2016. — № 4. — С. 159—173. — ISSN 2541-9390.
- Самохина Г. С. Мир 311 г. до н. э.: его дипломатическое оформление, политическое значение и место в борьбе диадохов за власть // МНЕМОН: исследования и публикации по истории античного мира. — 2005. — № 4. — С. 191—218. — ISSN 1813-193X.
- Светлов Р. В. Пирр и военная история его времени. — СПб.: Изд-во С.-Петерб. ун-та, 2006. — 355 с. — ISBN 5-288-03892-9.
- Смирнов С. В. Государство Селевка I (политика, экономика, общество) / Подписано к печати и издано по решению Учёного совета Университета Дмитрия Пожарского. — М.: Русский фонд содействия образованию и науке, 2013. — 344 с. — (Приложение №5 к журналу "Аристей. Вестник классической филологии и античной истории"). — ISBN 978-5-91244-099-1.
- Хабихт Х. Афины. История города в эллинистическую эпоху / Подготовка к изданию и перевод Ю. Г. Виноградова. — М.: Ладомир, 1999. — ISBN 5-86218-339-6.
- Шахермайр Ф. Александр Македонский. — Ростов-на-Дону: Феникс, 1997. — 576 с. — ISBN 5-85880-313-Х.
- Шифман И. Ш. Александр Македонский / ответственный редактор Э. Д. Фролов. — Л.: Наука, 1988. — ISBN 5-02-027233-7.
- Шофман А. С. Распад империи Александра Македонского / Печатается по постановлению редакционно-издательского совета Казанского университета. Отв. редактор В. Д. Жигунин. — Казань: Издательство Казанского университета, 1984.
- Эббот Д. Пирр. Царь Эпира / перевод книги Л. А. Игоревского. — М.: Центрполиграф, 2004. — 224 с. — (Nomen est omen). — ISBN 5-9524-0877-X.
- Anson Edward M. The Chronology of the Third Diadoch War (англ.) // Phoenix. — Classical Association of Canada, 2006. — Vol. 60, no. 3/4. — P. 226—235. — JSTOR 20304611.
- Arena E. Alexander IV and Tomb III of Vergina 'Great Tumulus'. For a Historical Re-Eexamination (англ.) // Athenaeum. — 2013. — Vol. 101, no. 1. — P. 71—101.
- Billows R. Anatolian Dynasts: The Case of the Macedonian Eupolemos in Karia (англ.) // Classical Antiquity. — University of California Press, 1989. — Vol. 8, no. 2. — P. 173—206. — doi:10.2307/25010904. — JSTOR 25010904.
- Billows R. Antigonos the One-eyed and the Creation of the Hellenistic State (англ.). — Berkeley; Los Angeles; London: University of California Press, 1997. — ISBN 0-520-06378-3.
- Cabanes P.[англ.]. Glaukija // Iliri od Bardileja do Gencija (IV. - II. stoljeće prije Krista) (хорв.). — Svitava, 2002. — ISBN 953-98832-0-2.
- Carney E. The Curious Death of the Antipatrid Dynasty (англ.) // Ancient Macedonia/Archaia Makedonia. Sixth International Symposium. — Institute of Balkan Studies, 1999. — P. 209—216.
- Carney E. D. Olympias. Mother of Alexander the Great (англ.). — New York • London: Routledge, 2006. — 221 p. — (Women of the Ancient World). — ISBN 0-415-33316-4.
- Grainger J. D. Antipater’s Dynasty (англ.). — Yorkshire; Philadelphia: Pen & Sword Military, 2019. — 271 p. — ISBN 978-1-52673-088-6.
- Gregory A. P. A Macedonian δυνάστηϛ: Evidence for the Life and Career of Pleistarchos Antipatrou (англ.) // Historia: Zeitschrift für Alte Geschichte. — Franz Steiner Verlag, 1995. — Vol. 44. — P. 11—28. — JSTOR 4436360.
- Hammond N. G. L., Walbank F. W. A History of Macedonia (англ.). — Oxford: Clarendon Press, 1988. — Vol. III: 336-167 B.C.. — 690 p. — ISBN 0-l9-814814-1.
- Heckel W. Alexander’s Marshals. A study of the Makedonian aristocracy and the politics of military leadership (англ.). — 2nd. — London; New York: Routledge, 2016. — ISBN 978-1-138-93469-6.
- Heckel W. Who's Who in the Age of Alexander and his Successors. From Chaironea to Ipsos (338—301 BC) (англ.). — Barnsley: Greenhill Books, 2021. — 554 p. — ISBN 978-1-78438-648-1.
- Macurdy G. H.[англ.]. Hellenistic queens : a study of woman-power in Macedonia, Seleucid, Syria, and Ptolemaic Egypt (англ.) / edited by David M. Robinson. — Westport, Connecticut: Greenwood Press, Publishers, 1975. — (The Johns Hopkins University Studies in Archaeology No. 14). — ISBN 0-8371-8271-9.
- Paschidis P. Missing years in the biography of Polyperchon (318/7 and 308 BC onwards) (англ.) // Tekmeria. — Rome: American Academy in Rome, 2008. — Vol. 9. — P. 233—250. — ISSN 1106-661X. — doi:10.12681/tekmeria.222.
- Pitt E. M., Richardson W. P. Hostile Inaction? Antipater, Craterus and the Macedonian Regency (англ.) // The Classical Quarterly. — Cambridge: Cambridge University Press, 2017. — Vol. 67, iss. 1. — P. 1—11. — ISSN 0009-8388. — doi:10.1017/S0009838817000301.
- Poole R. S. Catalogue of Greek Coins: The Ptolemies, Kings of Egypt (англ.). — London: The Trustees, 1883.
- Tolley H. The End of the Satrapies: The Date of Alexander IV's Death (англ.) // Athens Journal of History. — 2019. — P. 259—278. — doi:10.30958/ajhis.
- Wheatley P. The Chronology of the Third Diadoch War, 315—311 B. C. (англ.) // Phoenix. — Classical Assosiation of Canada, 1998. — Vol. 52, no. 3/4. — P. 257—281. — JSTOR 1088670.